# کانال ۷ (ترکیه)
کانال ۷ (انگلیسی: Kanal 7)، یک کانال تلویزیونی سراسری اسلامی در ترکیه است که در ۲۷ ژوئیه ۱۹۹۴ تأسیس شد. این شبکه مجوز پخش زمینی دارد و از طریق ماهواره نیز در سراسر ترکیه قابل دسترسی است. این شبکه سریال‌های هندی، پاکستانی و کره‌ای پخش می‌کند. این کانال به خاطر برنامه‌های هندی مانند Bir Garip Ask در ترکیه محبوب است.